# Walckenaeria placida
Walckenaeria placida là một loài nhện trong họ Linyphiidae.
Loài này thuộc chi Walckenaeria. Walckenaeria placida được Richard C. Banks miêu tả năm 1892.